# Gabrijel Boban
Gabrijel Boban (Požega, 23. srpnja 1989.) hrvatski je nogometaš koji igra na poziciji napadača. Trenutno igra za Cibaliju. Podrijetlom je iz hercegovačkog sela Sovići kraj Gruda i daljnji je rođak bivšeg hrvatskog reprezentativca Zvonimira Bobana. Njegov pokojni brat Bruno Boban također je bio nogometaš.

## Karijera
Seniorsku karijeru započeo je 2007. u drugoligašu Kamen-Ingradu iz Velike, da bi nakon ispadanja kluba 2008. prešao u trećeligaša NK Viroviticu. Godine 2009. vratio se u Drugu HNL prešavši u NK Vinogradar gdje se zadržao 3 sezone. Sezonu 2012./13. proveo je u NK Pomorac, kojeg je svojim igrama spasio od ispadanja u Treću HNL. 
Nakon toga prešao je u NK Zagreb, u kojem se osobito istaknuo i doveo ga do povratka u Prvu HNL. U sezoni 2014./15. bio je proglašen najboljim igračem prve lige primivši Žutu majicu Sportskih novosti.
Dana 5. srpnja 2016. potpisao je trogodišnji ugovor s NK Osijek. Boban je debitirao za NK Osijek u prvoj utakmici sezone u 1. HNL-u protiv NK Istre 1961 u srpnju 2016. godine.

## Vanjske poveznice
- Profil na Transfermarktu
- Profil na Soccerwayu  Arhivirana inačica izvorne stranice od 12. listopada 2016. (Wayback Machine)